# 폰블록
폰블록 (Phonebloks)은 네덜란드 디자이너 '데이비드 한킨슨(Dave Hakkens)'이 구상한 모듈성 스마트폰이다. 스마트폰의 일부 부품이 고장난다면 고장난 부품만 교체하여 전자 폐기물을 줄일수 있을 것이라 기대한다. 폰블록은 카메라, 배터리, AP, 액정까지 각각의 담당을 가지고 있는 칩으로 구성된다.
2013년 10월, 모토로라 모빌리티는 폰블록과 공동작업물인 프로젝트 아라를 발표하였고, 한킨슨을 자사로 영입 및 프로젝트는 폰블록과 비슷하다.

## 비교

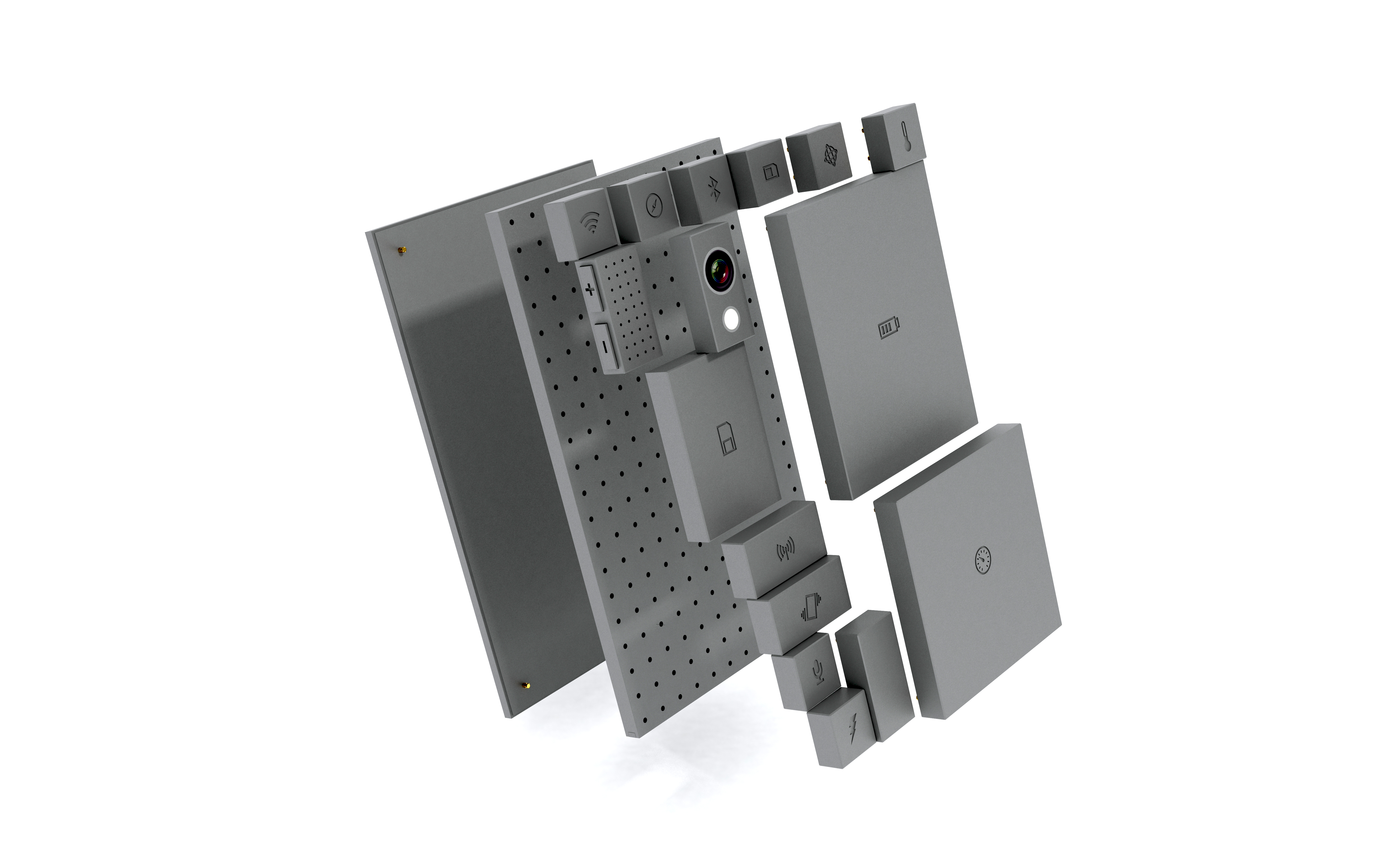
폰블록 구성요소

이 제품은 레고블록과 비교된다.